# 比亞克-農福爾雨林
比亞克-農福爾雨林是印尼的一個常綠闊葉林生態區域，屬熱帶雨林氣候，包括西巴布亞西北部極樂鳥灣的島嶼比亞克島、農福爾島、蘇皮奧里島與其他小島。此區與鄰近的亞彭島（亞彭雨林）被劃分成不同的生態區域，後者在冰河期時曾與巴布亞本土相連，比亞克-農福爾雨林則未曾與巴布亞本土相連，因此擁有較多特有種動植物。

## 地理

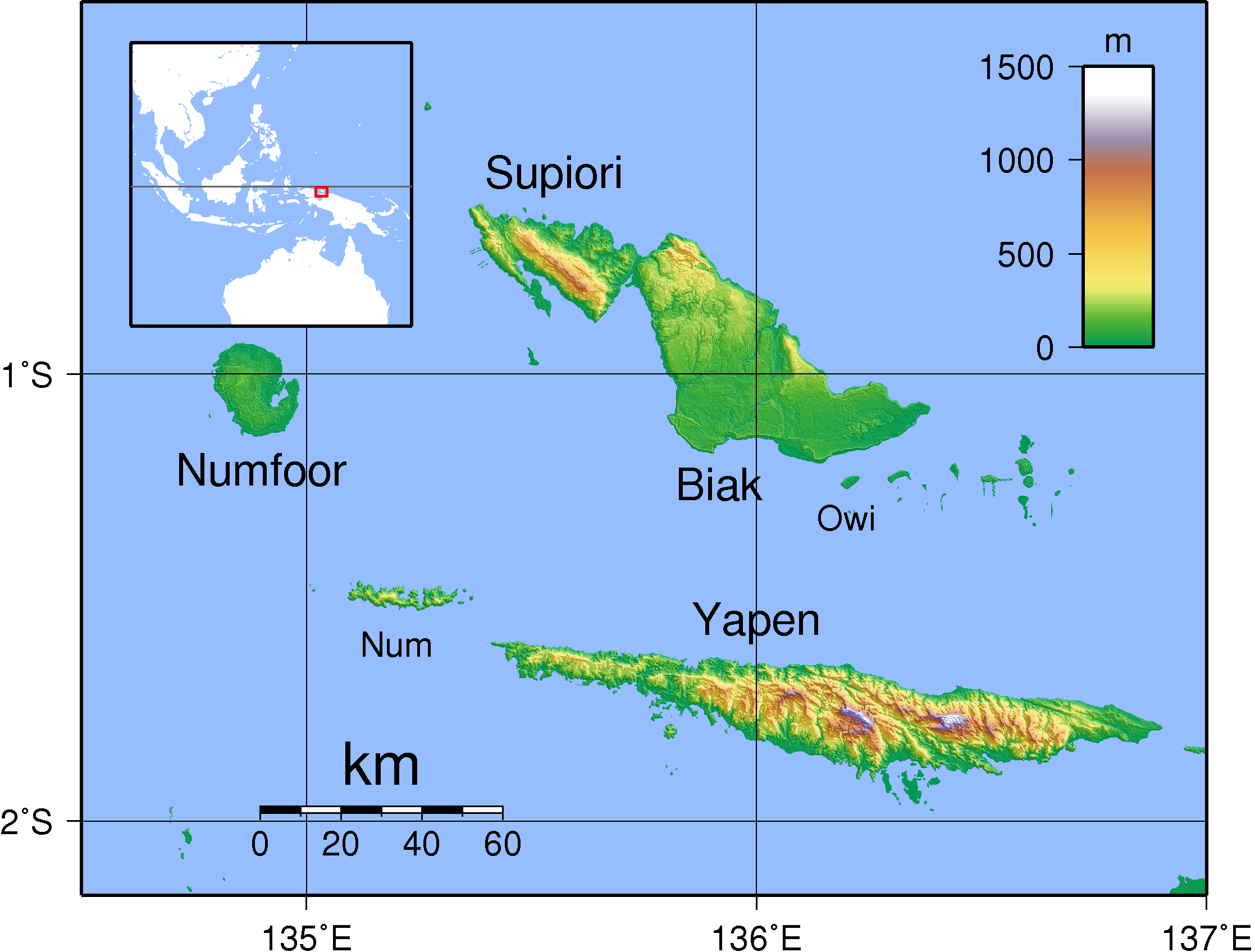
比亞克島（Biak）、農福爾島（Numfoor）、蘇皮奧里島（Supiori）與奧維島（Owi，屬帕代多群島）的相對位置

比亞克-農福爾雨林區域中最大的島嶼為比亞克島與蘇皮奧里島，兩島僅由一窄淺的水道分隔，農福爾島位於此兩島的西南側，兩島南側、東南側則是帕代多群島。這些島嶼的地貌崎嶇，大多由珊瑚石灰岩組成，另有些表面覆有玄武岩岩漿與凝灰岩的片岩露頭。

### 植物相
此區的植被為常綠闊葉林，物種與結構與新幾內亞本土低地的雨林相近，又可分為低地與河谷的沖積雨林以及丘陵雨林兩類：沖積雨林的林冠為多層且不規則，有許多露生樹種生長超過林冠，底層有多種灌木、棕櫚樹、附生植物與蕨類等；丘陵雨林的林冠較低且較為規則，底層的棕櫚樹較少，灌木與草本植物較多。常見露生樹種包括番龍眼、榕樹、黑板樹與欖仁等，林冠樹種則有藤黃、柿樹、肉荳蔻、綸巾豆樹與布渣葉樹等，另外比亞克島北岸還有紅厚殼樹。2014年比亞克島有一新種棕櫚樹Manjekia maturbongsii發表，為當地特有種，生長在海拔80至170公尺處。

### 動物相
此區包括29種哺乳動物，其中5種為特有種，包括比亞克袋鼯、藍眼斑袋貂、比亞克裸背果蝠、比亞克巨鼠與艾瑪氏巨鼠，還有刺袋狸的一個特有亞種（Echymipera kalubu philipi）。另外有一種鼠類亞彭鼠也接近特有種（除了此區外還分布於亞彭島）。
此區共有107種鳥類，其中14種為特有種，包括比亞克冢雉、吉温侏鹦鹉、黑翅吸蜜鸚鵡、比阿克鸦鹃、比岛仙翡翠、蓝仙翡翠、比亞克噪刺鶯、比亞克王鶲、比岛阔嘴鹟、长尾丽椋鸟、比阿绣眼鸟、灿烂果鸠、吉溫皇鳩與比岛角鸮。鳥類動物相屬於吉溫群島（斯考滕群島）鳥區。
另外此區特有種動物還有比亚克白吻蟒與Oreophryne kapisa（一種蛙）。特有種蝴蝶有比亚克岛绢斑蝶、三点紫斑蝶與Damias biakensis等。

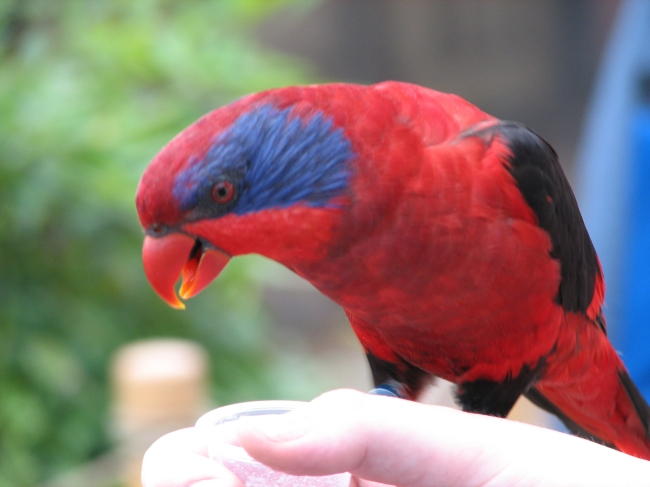
黑翅吸蜜鸚鵡
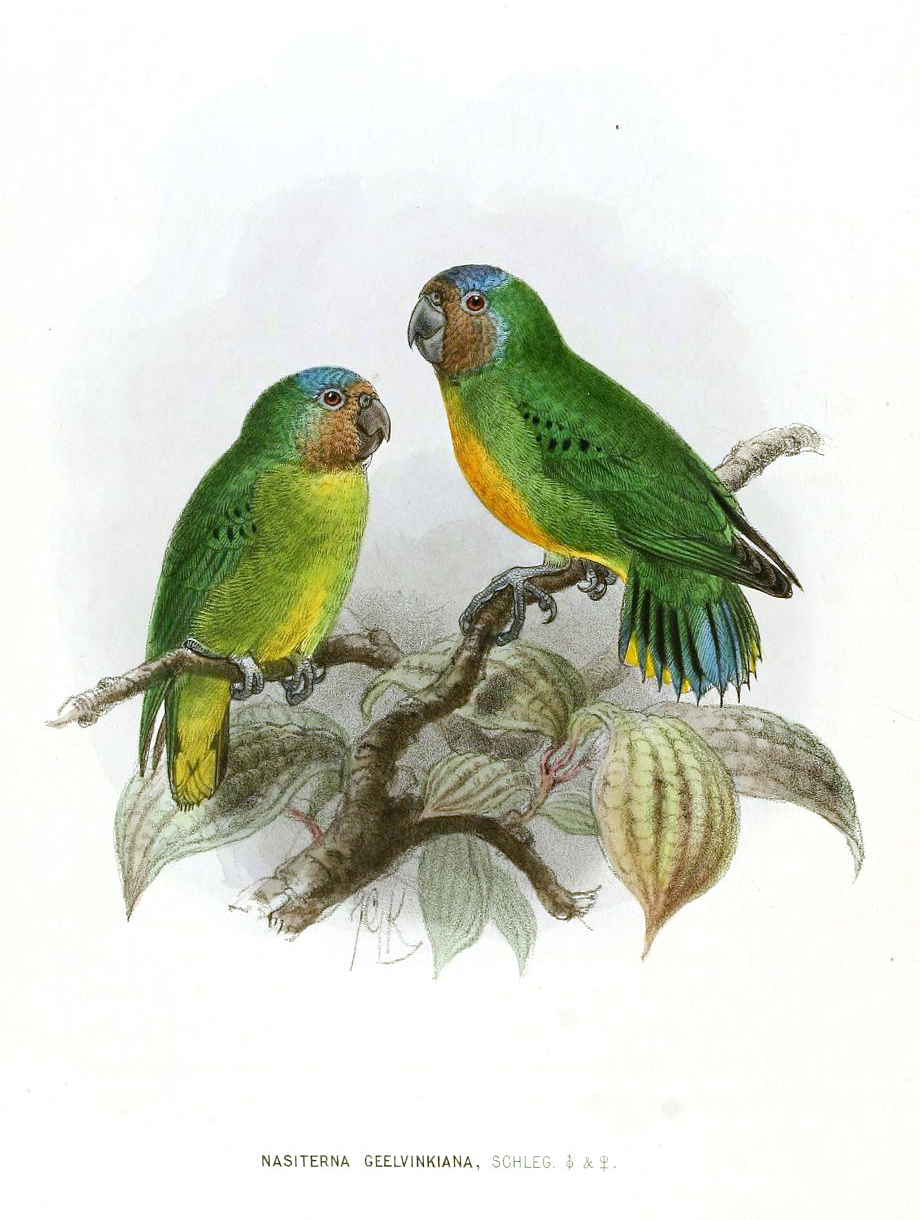
吉溫侏鸚鵡
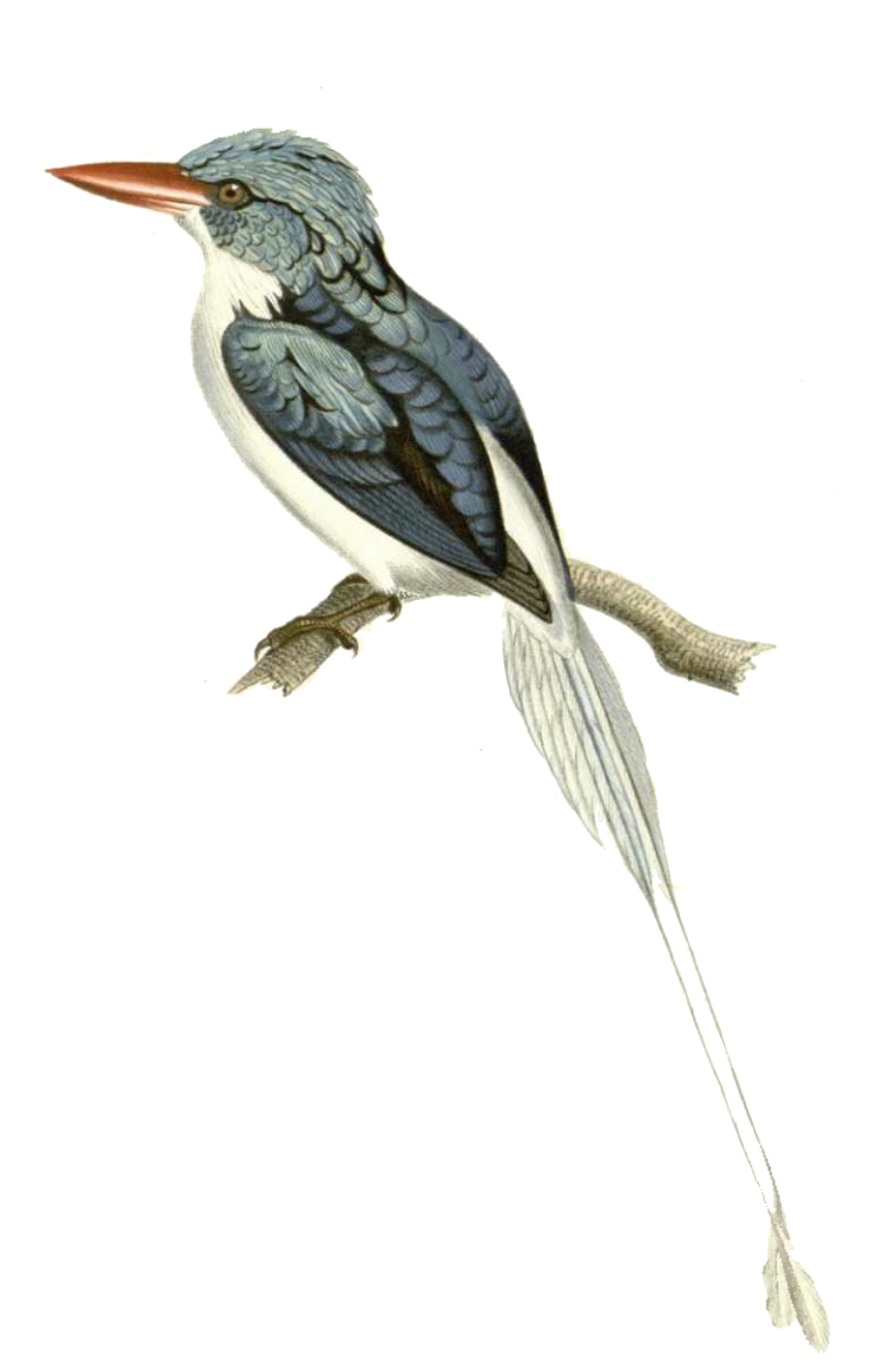
比島仙翡翠
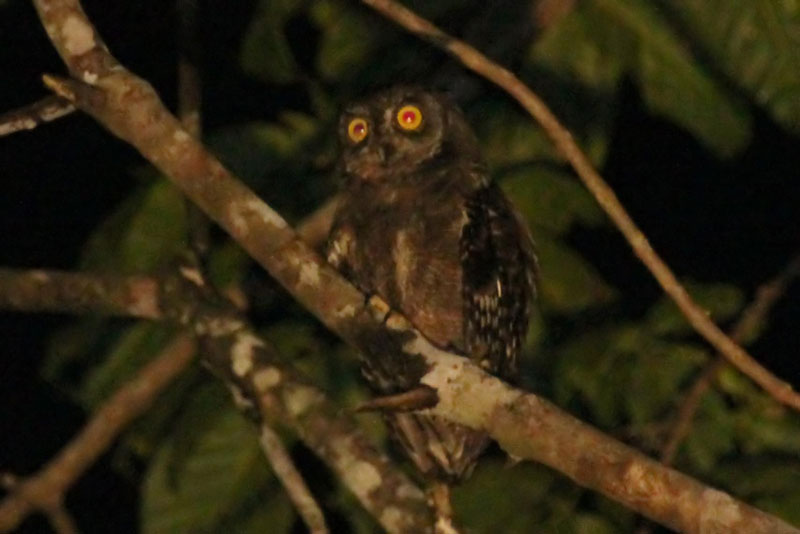
比岛角鸮

## 保育狀況
2000年時比亞克農福爾縣（比亞克島、農福爾島與帕代多群島）有97%土地為樹林，其中約70%為原生林，其餘為次生林與種植林；蘇皮奧里縣（蘇皮奧里島）則約有87%被原生林覆蓋。2001年至2020年間，比亞克農福爾失去了約15,400公頃（約7.1%）的樹林地，蘇皮奧里則失去約1,300公頃（約2%）樹林地。
截至2021年，此區有約20%的土地為保護區，包括比亞克島上的北比亞克保護區（Biak Utara Nature Reserve，佔地61.38平方公里）與蘇皮奧里島上的蘇皮奧里島自然保護區（Pulau Supiori Nature Reserve，佔地419.9平方公里）。